# Piatra (okręg Hunedoara)
Piatra – wieś w Rumunii, w okręgu Hunedoara, w gminie Bătrâna. W 2011 roku liczyła 9 mieszkańców.